# Axiom Space
Axiom Space Inc. (znana również jako Axiom Space) – amerykańska firma zajmująca się rozwojem technologii astronautycznych oraz komercyjną turystyką kosmiczną z siedzibą w Houston.
Firma została założona w 2016 roku przez Michaela Suffrediniego i Kama Ghaffariana. Firma wysłała po raz pierwszy komercyjnych astronautów na pokład Międzynarodowej Stacji Kosmicznej w 2022 roku za sprawą misji Axiom Mission 1. Celem firmy jest budowa pierwszej na świecie prywatnej stacji kosmicznej pod koniec trzeciej dekady XXI wieku.

## Historia

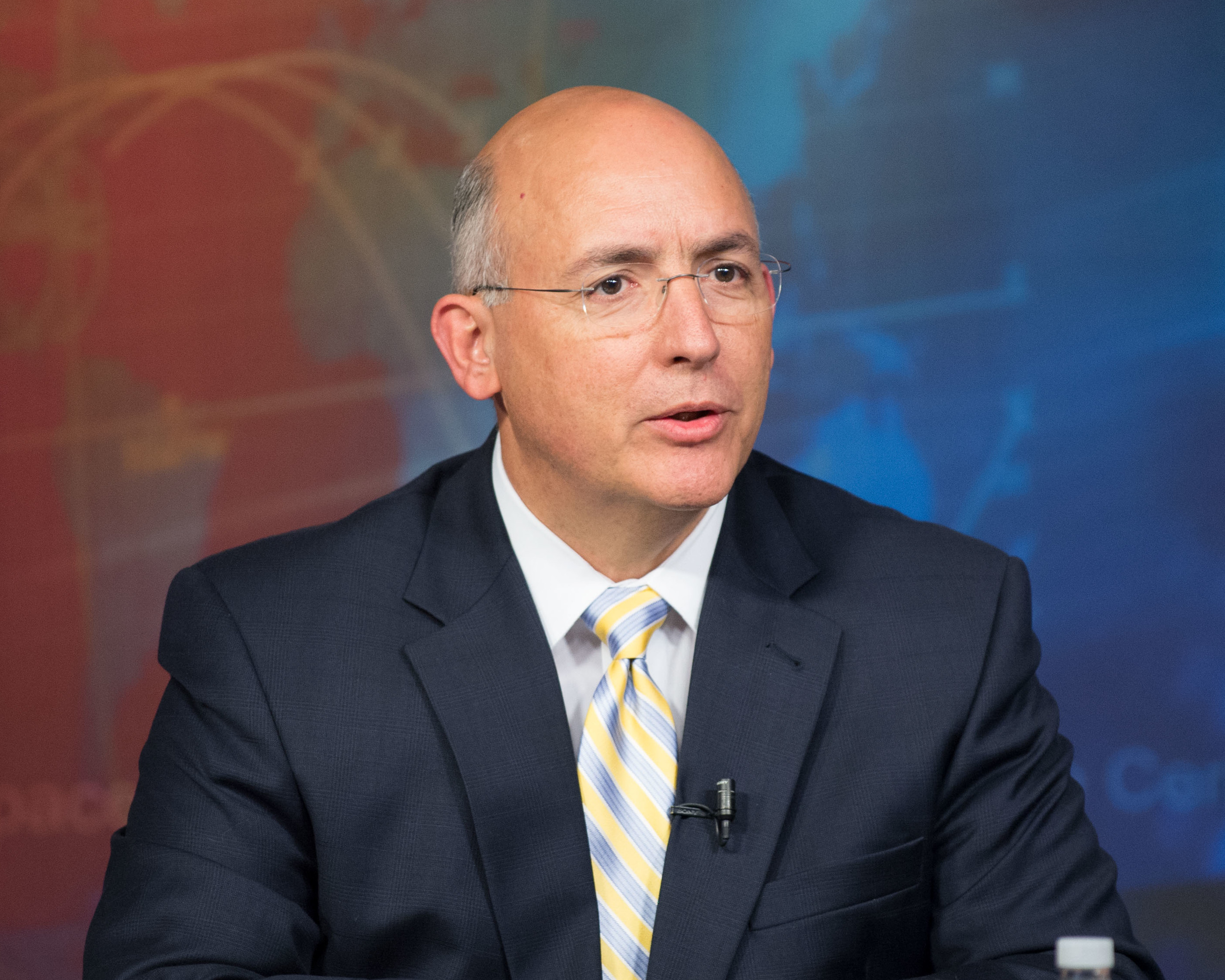
Michael Suffredini w 2012 roku

Dyrektor generalny firmy Axiom Space, Michael Suffredini, był wcześniej kierownikiem programu Międzynarodowej Stacji Kosmicznej w latach 2005–2015. Po odejściu z NASA Suffredini i Kam Ghaffarian założyli firmę Axiom Space. Kam Ghaffarian to inżynier i przedsiębiorca, który w 2018 roku sprzedał swoją firmę Stinger Ghaffarian Technologies, Inc.
Axiom Space została wybrana przez NASA na dostawcę pierwszego komercyjnego modułu Międzynarodowej Stacji Kosmicznej. Axiom Space ogłosił również w marcu 2020 roku kontrakt ze SpaceX na transport komercyjnych astronautów na pokład Międzynarodowej Stacji Kosmicznej za pośrednictwem rakiety Falcon 9 i statku Crew Dragon, którego pierwsza misja została zaplanowana na marzec 2022 roku. Start misji Axiom Mission 1 odbył się 8 kwietnia 2022 roku.
W dniu 1 czerwca 2022 roku NASA ogłosiła, że firma Axiom Space oraz Collins Aerospace zostały wybrane do opracowania i dostarczenia astronautom skafandrów kosmicznych nowej generacji, które mają zostać wykorzystane na powierzchni Księżyca w ramach prowadzonego przez NASA programu Artemis.

## Lista lotów
| Misja           | Data startu     | Data wodowania   | Crew                                                                   | Czas trwania | Statek kosmiczny      | Wynik  |
| --------------- | --------------- | ---------------- | ---------------------------------------------------------------------- | ------------ | --------------------- | ------ |
| Axiom Mission 1 | 8 kwietnia 2022 | 25 kwietnia 2022 | / Michael López-Alegría Larry Connor Mark Pathy Etan Stibbe            | 17 dni       | Crew Dragon Endeavour | Sukces |
| Axiom Mission 2 | 21 maja 2023    | 31 maja 2023     | Peggy Whitson John Shoffner Ali AlQarni Rayyanah Barnawi               | 10 dni       | Crew Dragon Freedom   | Sukces |
| Axiom Mission 3 | 18 lutego 2024  | 9 marca 2024     | / Michael López-Alegría Walter Villadei Alper Gezeravcı Marcus Wandt   | 21 dni       | Crew Dragon Freedom   | Sukces |
| Axiom Mission 4 | 25 czerwca 2025 | 15 lipca 2025    | Peggy Whitson Shubhanshu Shukla Sławosz Uznański-Wiśniewski Tibor Kapu | 20 dni       | Crew Dragon Grace     | Sukces |